# 龍羽
龍羽（りゅうは）は、台湾在住の日本人占い師・実業家。

## 略歴
「龍の羽」主幹。「中華星相易理交流協会」会員。日本や台湾の雑誌、ラジオ、テレビに出演している。

## 連載誌・取材
- 『談星』
- 『台北ナビ』
- 『るるぶ・台北』
- 『台湾の歩き方』
- 『占い堂本店』
- 『マイタウン台北』
- 『steady.特別編集 大好き台湾 2013/2014』

## テレビ・ラジオ
- 「瀬上剛in台湾」
- 「関西テレビ　世界1万歩ツアー」

## 監修占いコンテンツ
- 「元国家主席も認める実力！台北で噂の的中の館　女総帥・龍羽老師」メディア工房
- 「台北で噂！的中の館」（メディア工房）